# Novotinea albarracinella
Novotinea albarracinella is een vlinder uit de familie echte motten (Tineidae). De wetenschappelijke naam is voor het eerst geldig gepubliceerd in 1967 door Petersen.
De soort komt voor in Europa.